# Ourville-en-Caux
Ourville-en-Caux és un municipi francès situat al departament del Sena Marítim i a la regió de Normandia. L'any 2007 tenia 1.104 habitants.

## Demografia

### Població
El 2007 la població de fet d'Ourville-en-Caux era de 1.104 persones. Hi havia 396 famílies de les quals 82 eren unipersonals (41 homes vivint sols i 41 dones vivint soles), 114 parelles sense fills, 159 parelles amb fills i 41 famílies monoparentals amb fills.
La població ha evolucionat segons el següent gràfic:
Habitants censats

### Habitatges
El 2007 hi havia 468 habitatges, 414 eren l'habitatge principal de la família, 22 eren segones residències i 32 estaven desocupats. 426 eren cases i 40 eren apartaments. Dels 414 habitatges principals, 248 estaven ocupats pels seus propietaris, 157 estaven llogats i ocupats pels llogaters i 9 estaven cedits a títol gratuït; 23 tenien una cambra, 11 en tenien dues, 61 en tenien tres, 104 en tenien quatre i 215 en tenien cinc o més. 283 habitatges disposaven pel capbaix d'una plaça de pàrquing. A 172 habitatges hi havia un automòbil i a 181 n'hi havia dos o més.

### Piràmide de població
La piràmide de població per edats i sexe el 2009 era:
| Homes | Edats   | Dones |
| ----- | ------- | ----- |
| 0     | 95 o +  | 0     |
| 0     | 90 a 94 | 0     |
| 4     | 85 a 89 | 8     |
| 0     | 80 a 84 | 8     |
| 16    | 75 a 79 | 28    |
| 20    | 70 a 74 | 20    |
| 40    | 65 a 69 | 8     |
| 4     | 60 a 64 | 28    |
| 24    | 55 a 59 | 12    |
| 32    | 50 a 54 | 48    |
| 48    | 45 a 49 | 36    |
| 44    | 40 a 44 | 52    |
| 52    | 35 a 39 | 32    |
| 24    | 30 a 34 | 40    |
| 20    | 25 a 29 | 36    |
| 36    | 20 a 24 | 16    |
| 36    | 15 a 19 | 44    |
| 40    | 10 a 14 | 32    |
| 36    | 5 a 9   | 28    |
| 28    | 0 a 4   | 28    |

## Economia
El 2007 la població en edat de treballar era de 720 persones, 503 eren actives i 217 eren inactives. De les 503 persones actives 426 estaven ocupades (251 homes i 175 dones) i 76 estaven aturades (19 homes i 57 dones). De les 217 persones inactives 57 estaven jubilades, 55 estaven estudiant i 105 estaven classificades com a «altres inactius».

### Ingressos
El 2009 a Ourville-en-Caux hi havia 420 unitats fiscals que integraven 1.065 persones, la mediana anual d'ingressos fiscals per persona era de 14.868 €.

### Activitats econòmiques
Dels 46 establiments que hi havia el 2007, 3 eren d'empreses extractives, 1 d'una empresa alimentària, 4 d'empreses de fabricació d'altres productes industrials, 7 d'empreses de construcció, 13 d'empreses de comerç i reparació d'automòbils, 5 d'empreses de transport, 1 d'una empresa d'hostatgeria i restauració, 1 d'una empresa d'informació i comunicació, 2 d'empreses financeres, 2 d'empreses immobiliàries, 2 d'empreses de serveis, 3 d'entitats de l'administració pública i 2 d'empreses classificades com a «altres activitats de serveis».
Dels 12 establiments de servei als particulars que hi havia el 2009, 1 era una oficina de correu, 2 tallers de reparació d'automòbils i de material agrícola, 3 fusteries, 3 lampisteries, 2 perruqueries i 1 agència immobiliària.
Dels 5 establiments comercials que hi havia el 2009, 1 era una botiga de més de 120 m², 2 fleques i 2 carnisseries.
L'any 2000 a Ourville-en-Caux hi havia 17 explotacions agrícoles que ocupaven un total de 822 hectàrees.

## Equipaments sanitaris i escolars
L'únic equipament sanitari que hi havia el 2009 era una farmàcia.
El 2009 hi havia una escola elemental.

## Poblacions més properes
El següent diagrama mostra les poblacions més properes.